# Driss Ksikes
 (janvier 2014).
Si vous disposez d'ouvrages ou d'articles de référence ou si vous connaissez des sites web de qualité traitant du thème abordé ici, merci de compléter l'article en donnant les références utiles à sa vérifiabilité et en les liant à la section « Notes et références ».
Driss Ksikes, né à Casablanca en 1968, est un journaliste et écrivain marocain.

## Biographie
Driss Ksikes est écrivain, dramaturge et chercheur. Il a été rédacteur en chef de Telquel puis directeur de publication Nichane, deux hebdomadaires du même groupe entre 2001 et 2006. Il est depuis 2007 directeur d'Economia, le centre de recherche de HEM et professeur en média et culture. Il anime des ateliers d’écriture et collabore à plusieurs revues et publications culturelles internationales.
A l’initiative de projets mettant l’art, la culture et le débat au cœur de la cité, il est cofondateur des Rencontres d’Averroès à Rabat (2008 - …), du Collectif du Vivre ensemble (2012 - …), coordinateur scientifique des Etats généraux de la culture (2014), de la chaire Fatéma Mernissi (2016 - …) et curateur littéraire de plusieurs programmes (La Biennale d’Art de Marrakech, 2014 - Les nuits de la philosophie, 2017 et 2018, Le programme Arts et recherche -Houdoud- 2018). Il est juré et expert auprès d'organisations internationales et fonds arabes pour les industries culturelles et créatives (AFAC, ACSS). Il est membre du comité scientifique du CODESRIA, principale structure de promotion de la recherche en sciences sociales en Afrique.

## Œuvres
Récits
- Ma boîte noire (Ed. Tarik & Le Grand souffle, Paris, 2006)
- L'Homme descend du silence (Ed. Al Manar, Paris, 2014)
- Au détroit d'averroes (Ed. Le Fennec, 2017 et Fayard, 2019)

Essais
- Errances critiques (Coll. Le Royaume des idées, Ed. La croisée des chemins, 2013)
- Métier d’intellectuel : Dialogue avec quinze penseurs du Maroc (coécrit avec Fadma Aït Mous, Coll. Les Presses de l’université citoyenne, Ed. En toutes lettres, 2014)

Théâtre
- Pas de mémoire, mémoire de pas (Ed. Eddif, Casablanca ; 1998)
- Le Saint des incertains (Ed. Marsam, Rabat ; 2001)
- IL (Marsam, Rabat ; 2011)
- N’enterrez pas trop vite Big Brother (Ed. Riveneuve, Paris, 2013)
- 180 degrés (Ed. Les Presses universitaires de Bordeaux, 2014)
- Le match (Ed. Les Presses universitaires de Bordeaux, 2017)

## Distinctions
- 2000 : Prix d'encouragement pour son premier texte, Pas de mémoire … mémoire de pas, Festival international de théâtre de Sibiu
- 2009 : Prix du meilleur texte pour « IL », Festival international de théâtre de Constantine
- 2011 : Un des six lauréats du Concours de meilleurs dramaturges africains pour sa pièce Le Match par Arterial Network & National Studio Theatre de Londres
- 2012 : Sélectionné en tant que dramaturge arabe par Marseille Provence 2013, pour l’écriture de sa pièce N’enterrez pas trop vite Big Brother
- 2013 : Nommé pour le prix du meilleur dramaturge francophone (Maison des auteurs SACD)